# أيومو هوسودا
أيومو هوسودا (باليابانية: 細田 歩夢) (مواليد 14 أبريل 1998)، هو لاعب كرة قدم ياباني متقاعد.

## وصلات خارجية
- أيومو هوسودا على موقع رابطة كرة القدم اليابانية للمحترفين (اليابانية)
- أيومو هوسودا على موقع Soccerway.com (الإنجليزية)
- أيومو هوسودا على موقع عالم كرة القدم.نت (الإنجليزية)